# Crollon
Crollon is een gemeente in het Franse departement Manche (regio Normandië) en telt 231 inwoners (2005). De plaats maakt deel uit van het arrondissement Avranches.

## Geografie
De oppervlakte van Crollon bedraagt 4,7 km², de bevolkingsdichtheid is 49,1 inwoners per km².
De onderstaande kaart toont de ligging van Crollon met de belangrijkste infrastructuur en aangrenzende gemeenten.

## Demografie
Onderstaande figuur toont het verloop van het inwonertal (bron: INSEE-tellingen).

1. ↑  Populations de référence 2022.